# Takfir
Takfir (arab. تكفير) – w prawie islamu uznanie za niewiernego (zarówno jednej osoby, jak i całej grupy). Może ono nastąpić w wyniku aktu wyrzeczenia się wiary  muzułmańskiej, jak i uznania za niewiernego przez sąd muzułmański (częsty jest pogląd, że najważniejsze znaczenie ma tu fatwa szarifa Mekki). Ta druga możliwość ma miejsce znacznie częściej. W praktyce wśród sunnitów i większości szyitów dominuje pogląd, że nawet popełnienie najcięższego grzechu nie musi być jednoznaczne z takfirem. Jedynie zaprzeczenie podstawowym prawdom wiary islamu (np. niewiara w grzechy, aniołów, posłannictwo Mahometa czy w samego Allaha) niezaprzeczalnie skutkuje takfirem. Dla mutazylitów i zajdytów osoby dopuszczające się ciężkich grzechów tworzą specjalna grupę pomiędzy wiernymi i niewiernymi. Wyznawcy charydżyzmu uznawali natomiast pogląd, że grzech automatycznie czyni niewiernym, obecnie ich następcy – współcześni ibadyci uważają, że grzech powoduje pewną formę "odwrócenia się Boga od grzesznika" (gdyż ten odrzuca łaskę bożą).
Akt, który prowadzi do takfiru (grzech ciężki lub wyrzeczenie się wiary) nazywa się mukaffir, a odstępcy (i wszyscy niewierni) nazywają się kafirami.